# Igor Zorčič
Igor Zorčič, slovenski politik in pravnik,  * 9. januar 1978, Brežice.
Leta 2014 je postal poslanec v Državnem zboru Republike Slovenije, od 5. marca 2020 do 13. maja 2022 pa je opravljal funkcijo predsednika Državnega zbora Republike Slovenije.

## Zgodnje življenje
Igor Zorčič je univerzitetni diplomirani pravnik. Na Pravni fakulteti Univerze v Ljubljani je diplomiral leta 2003, leta 2006 pa je opravil pravniški državni izpit. Med letoma 2004 in 2009 je bil pripravnik in strokovni sodelavec za kazensko pravo na Okrožnem državnem tožilstvu v Krškem, nato pa je  vse do izvolitve za poslanca v Državnem zboru Republike Slovenije opravljal delo odvetnika. 

## Politika
V mandatu od 2014 do 2018 je vodil odbor za infrastrukturo, okolje in prostor. Leta 2018 je bil imenovan za vodjo poslanske skupine Stranke modernega centra v Državnem zboru. Jeseni leta 2019 se je potegoval za mesto župana Občine Brežice, v drugem krogu je zaostal za takratnim županom Ivanom Molanom. Leta 2022 je na lokalnih volitvah kandidiral za župana Občine Brežice.

### Predsednik državnega zbora
4. marca 2020, dan po izvolitvi Janeza Janše za predsednika vlade Republike Slovenije, je Zorčič postal kandidat za predsednika Državnega zbora Republike Slovenije. Naslednji dan je v državnem zbor prejel večino glasov poslank in poslancev in zamenjal takratnega predsednika državnega zbora Dejana Židana, ki je po izvolitvi Janeza Janše za mandatarja, odstopil. 26. marca 2021 je s poslancema Janjo Sluga in Branislavom Rajićem izstopil iz Stranke modernega centra in se soustanovil poslansko skupino nepovezanih poslancev. Koalicija je izrazila pričakovanje, da bo Zorčič ob tem odstopil z mesta predsednika državnega zbora. Ker tega ni storil, je 30. marca 2021 potekalo glasovanje o njegovi razrešitvi, za katerega je glasovalo 45 poslancev (eden premalo), zato je Zorčič ostal na položaju. Na njegovo funkcijo je bil predlagan Jožef Horvat iz stranke NSi. 4. maja istega leta je koaliciji uspelo zbrati 47 glasov, vendar je kasneje bilo vloženih le 38. Sam je naslednjega dne odstop zavrnil, saj naj koalicijski podpisniki ne bi imeli zahtev in pravilnega oštevilčenja glasov. Naslednjega dne so koalicijske stranke SDS, NSi in SMC vložile predlog za razrešitev.

### Stranka LIDE
12. januarja 2022 je v Ljubljani ustanovil lastno stranko Liberalni demokrati (LIDE). Stranka se ni udeležila državnozborskih volitev leta 2022.

### Lokalne volitve 2022
Stranko LIDE je Zorčič preoblikoval v Listo Igorja Zorčiča in z njo nastopil na lokalnih volitvah 2022 v Občini Brežice. Uvrstil se je v 2. krog, a izgubil proti Ivanu Molanu in dobil 47,41 % glasov, z listo pa je osvojil 7 mandatov v občinskem svetu.

## Direktor DVK
Decembra 2023 je bil Zorčič imenovan za novega direktorja Službe Državne volilne komisije, mandat bo nastopil s 1. februarjem 2024.

## Zasebno
Poročen je z odvetnico Natašo Vrečar Zorčič, s katero imata tri otroke. Leta 2008 so mu odkrili tumor, ki so ga kasneje uspešno ozdravili.